# Campionato africano maschile di pallacanestro 1981
L'11º Campionato Africano Maschile di Pallacanestro FIBA si è svolto dal 15 al 23 dicembre 1981 a Mogadiscio in  Somalia. Il torneo è stato vinto dalla Costa d'Avorio.
I Campionati africani maschili di pallacanestro sono una manifestazione disputata dalle squadre nazionali del continente, organizzata dalla FIBA Africa, all'epoca AFABA.
Da questa edizione i campionati africani si sono disputati con regolarità ogni due anni.

## Squadre partecipanti
| Gruppo A                                                   | Gruppo B                                                                |
| ---------------------------------------------------------- | ----------------------------------------------------------------------- |
| - Algeria - Angola - Congo-Brazzaville - Somalia - Tunisia | - Costa d'Avorio - Egitto - Mauritania - Mozambico - Senegal - Zimbabwe |

## Classifica finale
| Campione d'Africa                                                                                                   | Campione d'Africa | Campione d'Africa                                                       |
| --- | ----------------- | ----------------------------------------------------------------------- |
| Costa d'AvorioBah, Bilé, Bogui, Dié, Djadji, Elloh, Gobey, Kamara, Konan, Koré, Maïga, Traoré, All. Germain Kouassi |                   |                                                                         |
| Argento | Egitto            | Template:Egitto di pallacanestro ai campionati africani 1981            |
| 3. | Somalia           | Template:Somalia di pallacanestro ai campionati africani 1981           |
| 4. | Senegal           | Template:Senegal di pallacanestro ai campionati africani 1981           |
| 5. | Algeria           | Template:Algeria di pallacanestro ai campionati africani 1981           |
| 6. | Tunisia           | Template:Tunisia di pallacanestro ai campionati africani 1981           |
| 7. | Congo-Brazzaville | Template:Congo-Brazzaville di pallacanestro ai campionati africani 1981 |
| 8. | Angola            | Template:Angola di pallacanestro ai campionati africani 1981            |
| 9. | Mauritania        | Template:Mauritania di pallacanestro ai campionati africani 1981        |
| 10. | Mozambico         | Template:Mozambico di pallacanestro ai campionati africani 1981         |
| 11. | Zimbabwe          | Template:Zimbabwe di pallacanestro ai campionati africani 1981          |